# Ken Zazpi
Ken Zazpi este o formație de muzică pop-rock bască, creată în anul 1996 în Gernika, Bizkaia de către Jon Mikel Arronategi și Eñaut Elorrieta. Ken zazpi în limba bască înseamnă minus șapte. Majoritatea cântecelor pe care le interpretează sunt în limba bască, iar câteva și în limba catalană. Până în anul 2000 când duetului format din Jon Mikel și Eñaut i s-au alăturat și ceilalți membri (Igor Artzanegi (chitară bas), Beñat Serna (chitară), Iñaki Zabaleta y Jon Fresko (baterie)) nu au avut o activitate foarte puternică. Primul lor disc a fost lansat în mai 2001, numit Atzo de Bihar și a fost un mare succes, vânzându-se foarte rapid 20.000 de copii. În 2003, melodia Ilargia (Luna), de pe cel de-al doilea album (Bidean) a avut un foarte mare succes la public. 

## Discografie
- Atzo da bihar  (Ieri este mâine),  cu casa de discuri Gor Discos, 2001
  - 1 Zenbat min
  - 2 Malen
  - 3 Itxoiten
  - 4 Larrun
  - 5 Profetak
  - 6 Irri bat  (original de Muse "Muscle Museum")
  - 7 Hotzikara
  - 8 Bi eta bat
  - 9 Badakit
  - 10 Zigortuta
  - 11 Ezer ez da betiko
- Bidean (Pe drum). Gor Discos, 2003
  - 1 Besarkatu
  - 2 Bidean
  - 3 Deiaren zai
  - 4 Haizea
  - 5 Iluntzean
  - 6 Barretan
  - 7 Ilargia (La Lluna)
  - 8 Debekatuta
  - 9 Amorrua
  - 10 Gutuna
  - 11 Zerraila

- Gelditu denbora (Oprește timpul),  cu casa de discuri Gor Discos, 2005
  - 1 Zenbat min
  - 2 Gau urdinak
  - 3 Bidean
  - 4 Zapalduen Olerkia (O poema dos Oprimidos)
  - 5 Iluntzean
  - 6 Irudi biluztuak
  - 7 Gutuna
  - 8 Zu ez zaudenean
  - 9 Malen
  - 10 Haizea
  - 11 Batzutan
  - 12 Ilargia (A lua)
  - 13 Talaieroen gogoetak
- Argiak (Lumini),  cu casa de discuri Oihuka, 2007
  - 1 Bihar 
  - 2 Ezezagunak
  - 3 Gernikan
  - 4 Itxaropena
  - 5 Nire lurrari
  - 6 Olatuz olatu
  - 7 Ez nau izutzen
  - 8 Gaueko argiak
  - 9 Irailaren 14a
  - 10 Kantu batekin
  - 11 Noizbait
  - 12 Trenaren zai
- Zazpi urte zuzenean (Șapte ani în direct),  cu casa de discuri Directo, 2009
  - 1 EZ NAU IZUTZEN
  - 2 ILUNTZEAN
  - 3 NIRE LURRARI
  - 4 ITXAROPENA
  - 5 GUTUNA
  - 6 OLATUZ OLATU
  - 7 GERNIKAN
  - 8 ILARGIA
  - 9 MALEN
  - 10 BIHAR
  - 11 GAUEKO ARGIAK
  - 12 HAIZEA
  - 13 ZAPALDUEN OLERKIA
  - 14 NOIZBAIT
- Ortzemugak begietan,  cu casa de discuri Elkar, 2010
  - 1 Hegoak Astindu
  - 2 Hel Nazazu Eskutik
  - 3 Ihes Betean
  - 4 Utzi Nazazu
  - 5 Teloia Jeisten Denean
  - 6 Hemen Gaude
  - 7 Eta Azkenak Hasera
  - 8 Itsasoa Gara
  - 9 Bala Bat Lurpean
  - 10 Gilzak

## Membrii
- Eñaut Elorrieta – Voce și chitară
- Jon Mikel Arronategi – Voce și chitară
- Igor Artzanegi – Chitară bas
- Beñat Serna – Chitară
- Iñaki Zabaleta – Trikitixa (acordeon tradițional basc) și clape
- Jon Fresko – baterie

Versurile melodiilor sunt scrise de Eñaut Elorrieta și Jon Mikel Arronategi, uneori împreună și cu Unai Ormaetxea. 